# ياكوب كيفر
ياكوب كيفر (بالألمانية: Jakob Kiefer)‏ هو لاعب جمباز فني ألماني، ولد في 3 ديسمبر 1919 في باد كرويتسناخ في ألمانيا، وتوفي بنفس المكان في 18 يناير 1991.

## وصلات خارجية
- ياكوب كيفر على موقع أوليمبيديا (الإنجليزية)